# Yvette (rivier)
De Yvette is een rivier in Île-de-France, in de vallei van Chevreuse. De rivier ontspringt in Les Essarts-le-Roi en mondt uit in de Orge bij Épinay-sur-Orge.